# Ola Lundberg (hembygdsforskare)
Ola Lundberg, född 9 maj 1852 i Brandstad, död 26 mars 1921 i Elmhult, var en svensk hembygdsforskare, handlare och lantbrukare.

## Biografi
Åren 1864–1867 drev fadern Nils Lundberg smedjan i Kilhult i Svensköps socken. År 1867 var Ola Lundberg bodbetjänt hos handlaren i Killhult. År 1871 åkte han till Amerika och när han 1876 kom tillbaka övertog han affären i Kilhult. Han gifte sig 1877 med Hanna Persdotter från Elmhult (syster till Anders Sterner). År 1881 bytte Ola Lundberg och hans svåger Sven Persson lanthandeln mot lantbruket och Ola Lundberg blev därefter lantbrukare på hustruns föräldrahem.
Enligt citatet nedan skulle det vara Ola Lundbergs hembygdssamlingar som gav upphov till att Georg J:son Karlin grundade Kulturen i Lund.
| ” | Midsommaren 1882 hade "prästens Georg" samlat några kamrater i tjället på Linderödsåsens ostsluttning. Pastoratet förenade genom Svensköp de bägge häraderna Frosta och Gärds. Det var i Frosta "det stora äventyret började". En vandrande jude hade nämligen börjat härja i Svensköp och hotade att köpa Ola Lundbergs fina samling om 70 nummer med allehanda husgeråd, möbler, kläder, silver etc. Något dylikt kunde ej få förekomma. Det var alla ense om. Här fanns ju rekvisita för de folkmålskomedier, som under terminerna skulle uppföras i Lund. Dessa folkliga skådespel kan sägas vara föregångare till de sedermera så berömda Lundaspexen. Med utgångspunkt från denna rekvisitasamling växte museitanken fram. | „ |